# あいおいニッセイ同和損保フェニックスタワー
あいおいニッセイ同和損保フェニックスタワー（あいおいニッセイどうわそんぽフェニックスタワー）は、大阪市北区西天満に所在する超高層建築物である。

## 沿革
現所有者の前身のひとつである同和火災海上保険では、1994年（平成6年）をもって創立50周年を迎えるにあたり、その記念事業として、旧本社屋の同和ビルヂングを取り壊した跡地において新本社屋を建設する議が起った。かくして1991年（平成3年）9月起工され、1995年（平成7年）1月竣工した。当初は同和火災フェニックスタワーと称されたが、合併によって社名が変わったので現名称に改められた。当初は同和火災海上保険の本社が設けられ、同社が合併によりニッセイ同和損害保険として発足した後も本社所在地とされたが、同社がさらに合併して発足したあいおいニッセイ同和損害保険では本社を東京に置いたので、現在は同社の大阪支店などが入居している。

## 建物概要
敷地には同和ビルヂングの遺構である不死鳥像が飾られている。
- 建物高さ：145.45メートル
- 敷地面積：2,325平方メートル
- 建築面積：1,259平方メートル
- 延床面積：30,370平方メートル

## 交通アクセス
- JR東西線 北新地駅 徒歩3分
- 地下鉄谷町線 東梅田駅 徒歩4分
- 地下鉄御堂筋線 梅田駅 徒歩6分
- 京阪中之島線 大江橋駅 徒歩7分